# Listrac-Médoc
Listrac-Médoc ist eine französische Gemeinde im Département Gironde in der Region Nouvelle-Aquitaine mit 2.801 Einwohnern (Stand: 1. Januar 2022). Sie gehört zum Arrondissement Lesparre-Médoc und zum Kanton Le Sud-Médoc (bis 2015: Kanton Castelnau-de-Médoc).

## Geografie
Listrac-Médoc liegt etwa 15 Kilometer nordwestlich von Bordeaux. Das Gemeindegebiet gehört zum Regionalen Naturpark Médoc. Umgeben wird Listrac-Médoc von den Nachbargemeinden Saint-Laurent-Médoc im Norden, Cussac-Fort-Médoc im Nordosten, Lamarque im Osten, Moulis-en-Médoc im Süden, Sainte-Hélène im Südwesten, Brach im Westen sowie Carcans im Westen und Nordwesten.
Durch die Gemeinde führt die frühere Route nationale 215 (heutige D1215).

## Bevölkerung
| Jahr      | 1962  | 1968  | 1975  | 1982  | 1990  | 1999  | 2006  | 2011  |
| --------- | ----- | ----- | ----- | ----- | ----- | ----- | ----- | ----- |
| Einwohner | 1.284 | 1.328 | 1.319 | 1.521 | 1.821 | 1.854 | 2.115 | 2.542 |

## Sehenswürdigkeiten

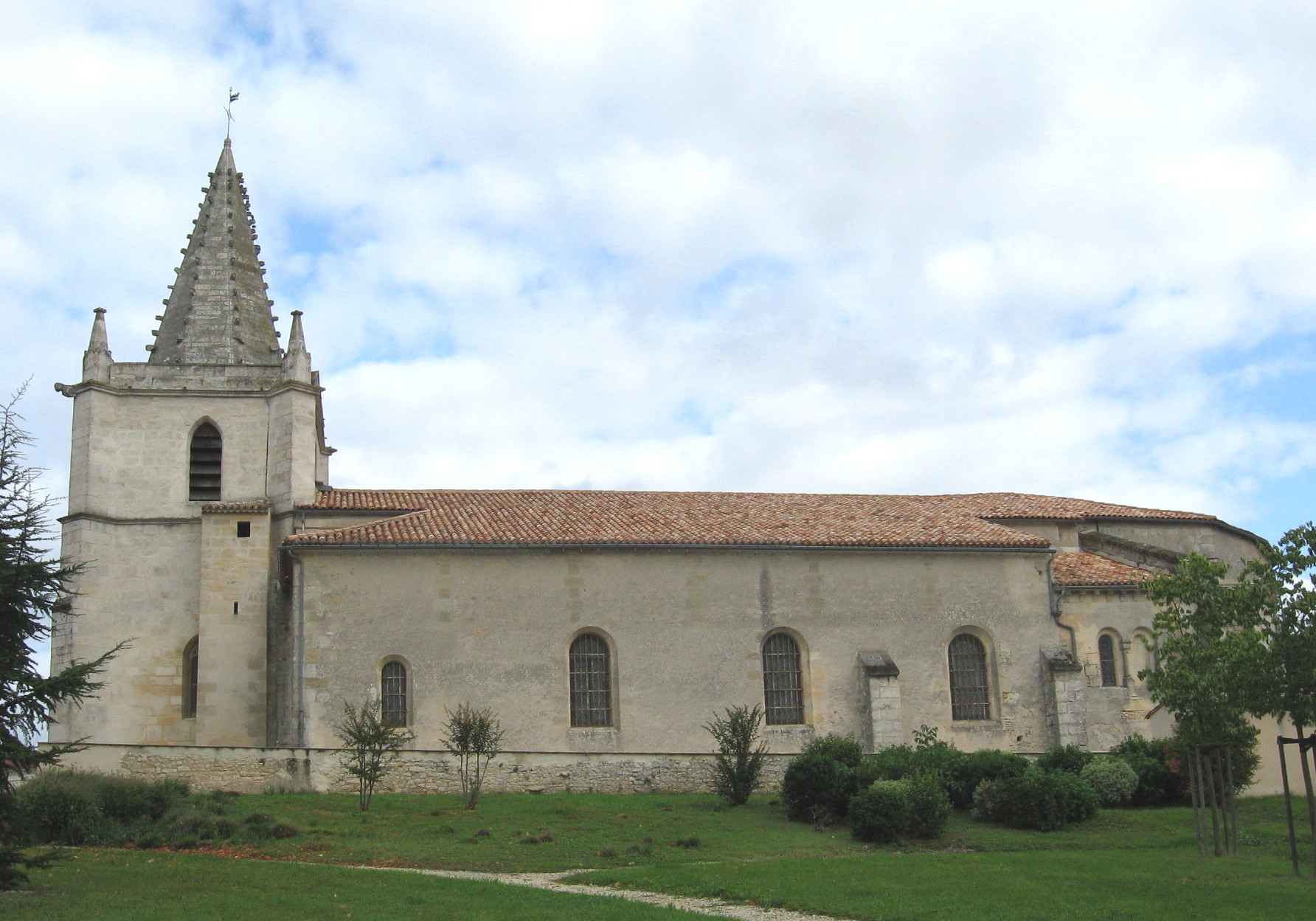
Kirche Saint-Martin

- Kirche Saint-Martin aus dem 12. Jahrhundert, Glockenturm aus dem 16. Jahrhundert, Monument historique seit 1985

## Wirtschaft
Listrac liegt im Weinbaugebiet Médoc. Die Weine der Appellation Listrac (Haut-Médoc) haben eine besonders hohe Qualität.